# Нормет, Дагмар Рубиновна
Да́гмар Ру́биновна Но́рмет (до замужества — Рубинштейн, эст. Dagmar Normet; 13 февраля 1921, Таллин — 16 октября 2008, Таллин) — эстонская писательница, сценарист и переводчица. Член Союза писателей Эстонии (1988).

## Биография
Из еврейской семьи. Училась в Таллинской немецкой гимназии и в частном английском колледже. 
В годы Второй мировой войны была эвакуирована — студентка Ульяновского педагогического института, позднее обучалась в Московском институте физкультуры и с 1945 года в Тартуском университете. С 1956 года — преподаватель физкультуры.
Муж — эстонский композитор Лео Нормет (Леопольд-Бруно Норберг, 1922—1995). Сын — Инго Нормет (1946-2022), театральный педагог.

## Творчество
Писала стихи, сказки, радиопостановки, либретто оперетт. Автор книг и пьес для детей: «Дельфиния», несколько книг о Засыпайке, «Лев и дракон», «10 дверей», «Радуга улыбок» и др.
Вместе с Шандором Стерном создала сценарий кинофильма «Озорные повороты». Её произведения были переведены на несколько языков.

## Избранные произведения
1. «Maalesõit» (1948)
2. «Me ehitame maja» (1957)
3. «Vöödiline hobune» (1968)
4. «Lo Tui» (1973)
5. «Delfiinia» (1975)
6. «Suur saladus» (1977)
7. «Une-Mati, Päris-Mati ja Tups» (1979)
8. «Kümme ust» (1985)
9. «Une-Mati rannakülas» (1986)
10. «Ernst Idla — võlur Tallinnast» (1991)
11. «Naeratuste vikerkaar» (1992)
12. «Lõvi ja lohe» (1993)
13. «Avanevad uksed» (2001)
14. «… ainult võti taskus» (2004)

## Избранные переводы
- Mira Lobe «Vanaema õunapuu otsas» (1973)
- Mira Lobe «Hiir kipub välja» (1984)
- Christine Nöstlinger «Vahetuslaps» (1990)